# Sumpur
Sumpur is een bestuurslaag in het regentschap Tanah Datar van de provincie West-Sumatra, Indonesië. Sumpur telt 2142 inwoners (volkstelling 2010).